# Brian Tobin
Brian Reginald Tobin (Perth, 5 dicembre 1930 – 22 aprile 2024) è stato un tennista e dirigente sportivo australiano.

## Biografia
Partecipò a numerose edizioni dei campionati d'Australia, raggiungendo tra l'altro le semifinali in doppio nel 1963.
Fu capitano della squadra australiana di Fed Cup dal 1964 al 1967.
Membro della Federazione Australiana di Tennis dal 1965, ne fu presidente dal 1977 al 1989 ed ebbe un ruolo fondamentale nello sviluppo degli Australian Open nel 1988.
Nel 1991 subentrò a Philippe Chatrier quale presidente della Federazione Internazionale Tennis.
Fu inserito nella International Tennis Hall of Fame (2003) e nell'Australian Tennis Hall of Fame (2004).
Brian Tobin morì il 22 aprile 2024 all'età di 93 anni.